# メチルグリオキサールレダクターゼ (NADH依存)
メチルグリオキサールレダクターゼ (NADH依存)（メチルグリオキサールレダクターゼ (NADHいそん)、methylglyoxal reductase (NADH-dependent)）は、次の化学反応を触媒する酸化還元酵素である。
(R)-ラクトアルデヒド + NAD+ {\displaystyle \rightleftharpoons } メチルグリオキサール + NADH + H+
反応式の通り、この酵素の基質は(R)-ラクトアルデヒドとNAD+、生成物はメチルグリオキサールとNADHとH+である。
組織名は(R)-lactaldehyde:NAD+ oxidoreductaseで、別名にmethylglyoxal reductase, D-lactaldehyde dehydrogenaseがある。